# Emílio Garrastazu Médici
Emílio Garrastazu Médici (ngày 4 tháng 12 năm 1905 - ngày 9 tháng 10 năm 1985) là một nhà lãnh đạo quân sự và chính trị gia Brasil, người từng là Tổng thống Brasil từ năm 1969 đến năm 1974. Quy tắc độc tài của ông đã đánh dấu đỉnh điểm của Chính phủ quân sự Braxin.

## Tiểu sử
Médici sinh ra ở Bagé, bang Rio Grande do Sul. Từ phía cha, ông là cháu nội của những người nhập cư Ý đến Uruguay và sau đó chuyển đến Braxin. Về phía mẹ, ông có nguồn gốc từ Basque. Trong những năm 1920 ông vào học trường quân sự tại Porto Alegre và sau đó là vào Quân đội, nơi ông đã được thăng cấp đều, và trở thành tướng vào năm 1961.
Trong những năm 1950, ông từng là chỉ huy lực lượng dự bị trước khi được bổ nhiệm làm giám đốc của Artur da Costa e Silva từ năm 1957 đến năm 1960. Sau cuộc đảo chính quân sự, Médici trở thành quân nhân của Brasil từ 1964-1966. Năm 1967 Médici được bổ nhiệm làm Giám đốc Cơ quan Tình báo Quốc gia của Brasil.